# Сквэр-данс

Международный символ сквэр-данса

Сквэр-данс, сквер-данс (англ. square dance — кадриль, дословно — «квадратный танец») — народный танец, который появился в США. Танцевальные фигуры, принятые в сквэр-дансе, заимствованы из традиционных народных танцев, привезенных в Соединённые Штаты эмигрантами из Европы. Среди этих танцев — моррис, английский танец «кантри» и кадриль.
Название танца — сквэр-данс, или кадриль, — объясняется тем, что исходное расположение танцоров — это всегда квадрат. Каждый квадрат образован четырьмя парами, стоящими лицом друг к другу. Особенность танца состоит в том, что последовательность фигур заранее не известна. Их произносит или поёт под музыку так называемый коллер (от английского call — «выкликать, называть»). Коллер руководит танцем, но сам в нём не участвует.
Список фигур стандартизован и одинаков во всех клубах сквэр-данса. Для обозначения фигур приняты английские названия. Это позволяет танцорам со всего света участвовать в международных фестивалях, не испытывая «трудностей перевода».
Сквэр-данс танцуют во всем мире. В России он впервые появился в 2003 году.

## Разновидности сквэр-данса

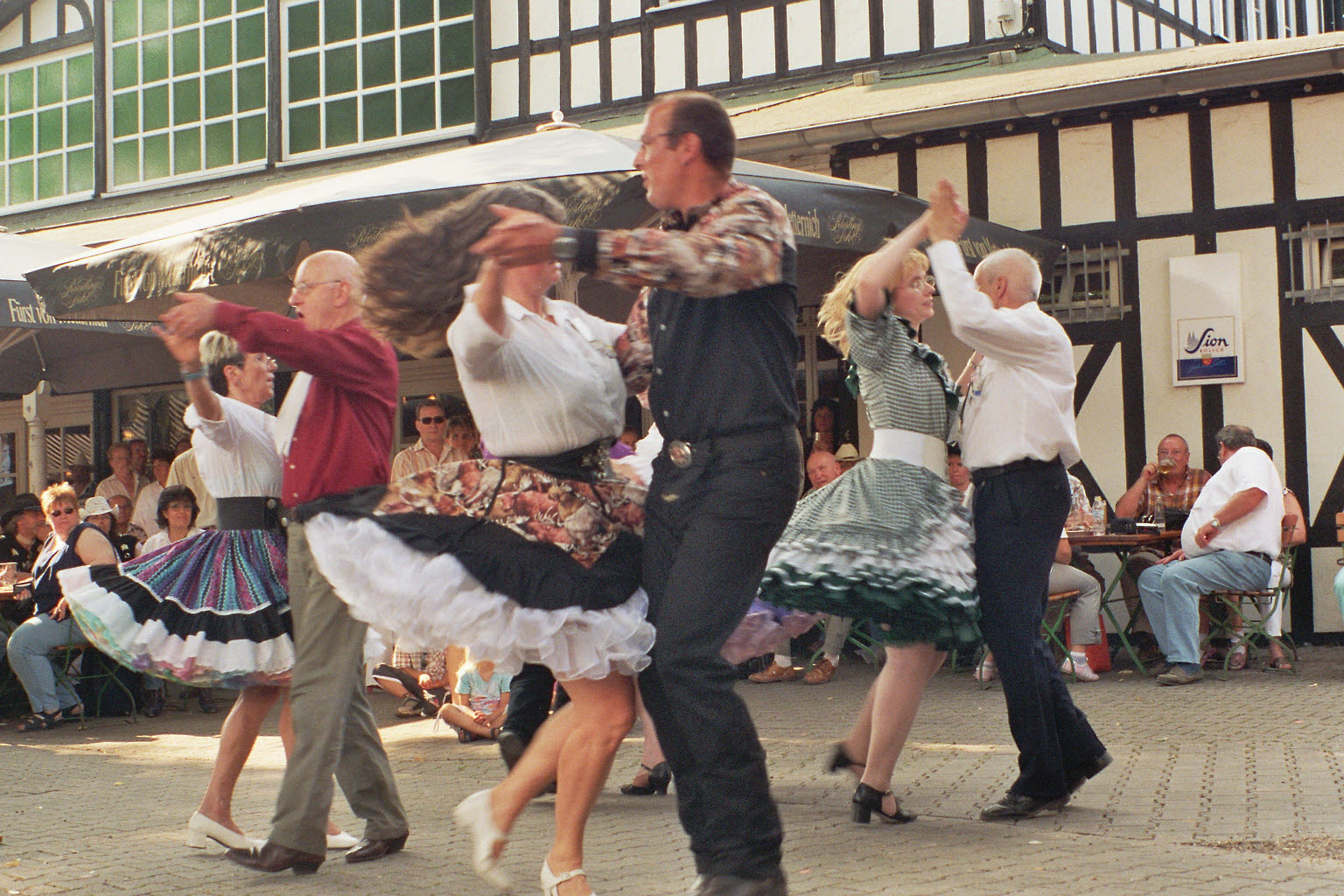
Во время танца

В сквэр-дансе можно выделить два основных направления:
- Традиционный сквэр-данс
- Западный сквэр-данс, который также называют «Современным западным сквэр-дансом» или «Современным американским сквэр-дансом». Эту современную форму сквэр-данса танцуют во всем мире.

Кроме того, во многих штатах Америки западный сквэр-данс имеет официальный статус народного танца.
В то время как в традиционном сквэр-дансе все движения танца заранее заданы и предсказуемы, последовательность фигур в западном сквэр-дансе складывается достаточно спонтанно. Только от коллера зависит, какая фигура будет в танце следующей. Иногда используются готовые комбинации фигур, иногда решение принимается коллером спонтанно.
Кроме того, два направления сквэр-данса различаются музыкальным оформлением: в традиционном сквэр-дансе преимущественно танцуют под музыку стиля «кантри», в западном сквэр-дансе принята музыка всех стилей, от рока и поп-музыки до обработанных классических мелодий, от электроники до романсов.

## Музыка
Традиционно сквэр-данс танцевали под музыку стиля кантри, ирландские джиги и рилы, разнообразную народную музыку. Её, как правило, исполнял небольшой оркестр, включавший скрипку, гитару, банджо и контрабас.
Сейчас на танцплощадке приняты все стили — от поп-музыки до рэпа. Живая музыка стала редкостью, хотя по-прежнему остается живой вокал, когда коллер не только называет фигуры, но и поет слова песни.
Важным ограничением является скорость композиции. Оптимальное значение скорости — 120—128 bpm. При такой скорости танцоры делают один шаг за один такт.

## Уровни сквэр-данса
Фигуры сквэр-данса различаются по степени сложности. Для удобства они разделены на несколько уровней или программ. Танцоры, освоившие программу уровня «Мейнстрим», становятся полноправными членами своего клуба и получают значок, подтверждающий членство и одновременно являющийся пропуском во все клубы мира.
| Уровень танца          | Количество фигур (и модификаций) | Общее количество фигур (включая предыдущие уровни) |
| ---------------------- | -------------------------------- | -------------------------------------------------- |
| Мейнстрим (Mainstream) | 69 фигур                         |                                                    |
| Плюс (Plus)            | 31 фигура                        | 100 фигур                                          |
| Advanced 1 (A-1)       | 46 фигур и модификаций           | 146 фигур и модификаций                            |
| Advanced 2 (A-2)       | 35 фигур и модификаций           | 181 фигур и модификаций                            |
| Challenge 1 (C1)       | 79 фигур и модификаций           | 260 фигур и модификаций                            |
| Challenge 2 (C2)       | 86 фигур и модификаций           | 346 фигур и модификаций                            |
| Challenge 3A (C3A)     | 83 фигур и модификаций           | 429 фигур и модификаций                            |

## Где танцуют сквэр-данс
Начиная с 1990-х годов современный американский сквэр-данс переживает настоящий бум. Увлечение этим танцем распространяется по странам Европы и Азии, не говоря уже о США и Канаде, где существует самая давняя традиция сквэр-данса.
В Европе сквэр-данс популярен прежде всего в Швеции, Дании, Англии, Германии и Чехии.
Существуют клубы сквэр-данса в Японии, Китае, Австралии и Новой Зеландии.
Первый российский клуб сквэр-данса появился в 2004 году в Петрозаводске. В настоящее время в России сквэр-данс танцуют в 6 городах: в Москве, Санкт-Петербурге, Мурманске, Пскове, Петрозаводске и Калининграде.

## Дресс-код
Обычные занятия не предполагают ношения специальных костюмов. Но многие танцоры с удовольствием надевают одежду, предназначенную для праздничных случаев, на каждый танцевальный вечер. Это помогает создать более непринужденную и веселую атмосферу.
В сквэр-дансе за многие годы сложился определенный дресс-код. Происхождение стиля в одежде то же, что и у музыки — это стиль кантри, или фольклорный стиль. У мужчин это рубашки с длинным рукавом, иногда ковбойские шляпы и сапоги. У женщин — яркие платья с широкими юбками, под которые часто надевается многослойная нижняя юбка (кринолин, петтикот).